# Prvenstvo LjNP 1930-1931
Il Prvenstvo Ljubljanske nogometne podzveze 1930./31. (it. "Campionato della sottofederazione calcistica di Lubiana 1930-31") fu la dodicesima edizione del campionato organizzato dalla Ljubljanska nogometna podzveza (LjNP).
Il campionato iniziò nel settembre 1930, ma – a torneo in corso – la Federcalcio jugoslava decise di cambiare formula: le squadre principali (Ilirija e Primorje Lubiana) passarono alle qualificazioni (21 compagini per 6 posti, divise in 3 gironi) per il campionato nazionale, mentre le rimanenti continuarono senza di loro. Il vincitore fu il 1.SŠK Maribor, al suo primo titolo nella LjNP.

## Gruppo Lubiana

### Classifica
|  | Pos. | Squadra          | Pt                                                       | G                                                        | V                                                        | N                                                        | P                                                        | GF                                                       | GS                                                       | QR                                                       |                          |
|  | ---- | ---------------- | -------------------------------------------------------- | -------------------------------------------------------- | -------------------------------------------------------- | -------------------------------------------------------- | -------------------------------------------------------- | -------------------------------------------------------- | -------------------------------------------------------- | -------------------------------------------------------- | ------------------------ |
|  | 1.   | Svoboda          | 6                                                        | 4                                                        | 3                                                        | 0                                                        | 1                                                        | 11                                                       | 7                                                        | 1,571                                                    | Ammesso alla fase finale |
|  | 2.   | Hermes Lubiana   | 5                                                        | 4                                                        | 2                                                        | 1                                                        | 1                                                        | 12                                                       | 7                                                        | 1,714                                                    |                          |
|  | 3.   | Grafika          | 1                                                        | 4                                                        | 0                                                        | 1                                                        | 3                                                        | 6                                                        | 15                                                       | 0,400                                                    |                          |
|  |      | Ilirija          | Invitati alle qualificazioni per il campionato nazionale | Invitati alle qualificazioni per il campionato nazionale | Invitati alle qualificazioni per il campionato nazionale | Invitati alle qualificazioni per il campionato nazionale | Invitati alle qualificazioni per il campionato nazionale | Invitati alle qualificazioni per il campionato nazionale | Invitati alle qualificazioni per il campionato nazionale | Invitati alle qualificazioni per il campionato nazionale |                          |
|  |      | Primorje Lubiana | Invitati alle qualificazioni per il campionato nazionale | Invitati alle qualificazioni per il campionato nazionale | Invitati alle qualificazioni per il campionato nazionale | Invitati alle qualificazioni per il campionato nazionale | Invitati alle qualificazioni per il campionato nazionale | Invitati alle qualificazioni per il campionato nazionale | Invitati alle qualificazioni per il campionato nazionale | Invitati alle qualificazioni per il campionato nazionale |                          |

### Risultati
Andata:
21.09.1930. Svoboda – Grafika 3–1
28.09.1930. Ilirija – Svoboda 11–1, Grafika – Hermes 3–3
05.10.1930. Ilirija – Hermes 3–0 (per forfait), Primorje – Svoboda 9–0
12.10.1930. Primorje – Ilirija 3–1
19.10.1930. Primorje – Hermes 3–0 (per forfait), Ilirija – Grafika 3–0
26.10.1930. Primorje – Grafika 3–0, Svoboda – Hermes 3–0 (per forfait)
Ritorno:
19.04.1931. Hermes – Grafka 4–1
26.04.1931. Svoboda – Grafika 5–1
03.05.1931. Hermes – Svoboda 5–0

## Gruppo Celje

### Celje
|  | Pos. | Squadra        | Pt | G | V | N | P | GF | GS | QR    |                                      |
|  | ---- | -------------- | -- | - | - | - | - | -- | -- | ----- | ------------------------------------ |
|  | 1.   | Athletik Celje | 11 | 6 | 5 | 1 | 0 | 30 | 4  | 7,500 | Ammesso alla finale del gruppo Celje |
|  | 2.   | Olimp Celje    | 8  | 6 | 3 | 2 | 1 | 16 | 9  | 1,777 |                                      |
|  | 3.   | Šoštanj        | 5  | 6 | 2 | 1 | 3 | 10 | 26 | 0,384 |                                      |
|  | 4.   | Celje          | 0  | 6 | 0 | 0 | 6 | 3  | 20 | 0,150 |                                      |

Andata:
05.10.1930. Olimp – Celje 4–3
12.10.1930. Athletik – Celje 4–0
19.10.1930. Olimp – Šoštanj 6–1
02.11.1930. Athletik – Šoštanj 10–0
09.11.1930. Celje – Šoštanj 0–3 (per forfait)
16.11.1930. Athletik – Olimp 1–1
Ritorno:
22.03.1931. Olimp – Celje 3–0 (per forfait)
29.03.1931. Athletik – Olimp 3–1, Šoštanj – Celje 3–0 (per forfait)
12.04.1931. Olimp – Šoštanj 1–1, Athletik - Celje 3–0 (per forfait)
19.04.1931. Athletik – Šoštanj 9–2

### Trbovlje
|  | Pos. | Squadra         | Pt | G | V | N | P | GF | GS | QR    |                                      |
|  | ---- | --------------- | -- | - | - | - | - | -- | -- | ----- | ------------------------------------ |
|  | 1.   | Trbovlje SK     | 6  | 4 | 3 | 0 | 1 | 15 | 7  | 2,142 | Ammesso alla finale del gruppo Celje |
|  | 2.   | Amater Trbovlje | 6  | 4 | 3 | 0 | 1 | 14 | 8  | 1,750 |                                      |
|  | 3.   | Dobrna          | 0  | 4 | 0 | 0 | 4 | 2  | 16 | 0,125 |                                      |

Andata:
21.09.1930. Amater – Dobrna 5–1
28.09.1930. Trbovlje – Dobrna 5–1
05.10.1930. Amater – Trbovlje 2–0
Ritorno:
05.04.1931. Dobrna – Amater 0–3
19.04.1931. Dobrna – Trbovlje 0–3
03.05.1931. Trbovlje – Amater 7–4

### Finale gruppo Celje
Andata:
07.06.1931. Athletik Celje – SK Trbovlje 5–3
Ritorno:
14.06.1931. SK Trbovlje – Athletik Celje 2–2

## Gruppo Maribor

### Classifica
|  | Pos. | Squadra            | Pt | G | V | N | P | GF | GS | QR    |                          |
|  | ---- | ------------------ | -- | - | - | - | - | -- | -- | ----- | ------------------------ |
|  | 1.   | 1.SŠK Maribor      | 9  | 6 | 4 | 1 | 1 | 38 | 6  | 6,333 | Ammesso alla fase finale |
|  | 2.   | Železničar Maribor | 7  | 6 | 2 | 3 | 1 | 20 | 5  | 4,000 |                          |
|  | 3.   | Rapid Marburg      | 7  | 6 | 2 | 3 | 1 | 14 | 8  | 1,750 |                          |
|  | 4.   | Svoboda Maribor    | 1  | 6 | 0 | 1 | 5 | 4  | 57 | 0,070 |                          |

### Risultati
Andata:
28.09.1930. Maribor – Svoboda 14–1, Železničar – Rapid 0–0
05.10.1930. Maribor – Železničar 4–2
19.10.1930. Maribor – Rapid 4–1, Železničar – Svoboda 12–0
16.11.1930. Rapid – Svoboda 3–3
Ritorno:
29.03.1931. Rapid – Maribor 1–0, Železničar – Svoboda 4–0
12.04.1931. Maribor – Železničar 1–1, Rapid – Svoboda 8–0
19.04.1931. Železničar – Rapid 1–1
03.05.1931. Maribor – Rapid 15–0

## Fase finale
|                   | Semifinale |                | Data       |
| ----------------- | ---------- | -------------- | ---------- |
| Athletik Celje    | 2–1        | 1.SŠK Maribor  | 21.06.1931 |
| 1.SŠK Maribor     | 8–1        | Athletik Celje | 05.07.1931 |
|                   |            |                |            |
| Svoboda esentato  |            |                |            |
|                   |            |                |            |
|                   | Finale     |                |            |
| 1.SŠK Maribor     | 7–2        | Svoboda        | 12.07.1931 |
| Svoboda           | 0–6        | 1.SŠK Maribor  | 02.08.1931 |
|                   |            |                |            |
| Fonte: exyufudbal |            |                |            |